# مهرآباد (طبس)
مهرآباد، روستایی است از توابع بخش مرکزی شهرستان طبس استان خراسان جنوبی ایران.

## جمعیت
این روستا در دهستان منتظریه قرار داشته و بر اساس سرشماری سال ۱۳۸۵ جمعیت آن ۹۱ نفر (۲۰ خانوار)
بوده است.